# فهرست کارگردان‌های زن سینما
فهرست زیر شامل کارگردان‌های زنی است که از زمان پیدایش صنعت سینما در اوایل قرن بیستم تا کنون به تهیه و تولید فیلم اشتغال داشته‌اند
- ام. آی. ای.
- آسیا آرجنتو
- آسیه جبار
- آلیس گی-بلاش
- آن هیش
- آنا هوفمن-اودگرن
- آنا کارینا
- آنجلینا جولی
- آنجلیکا هاستون
- آنیس واردا (همسر ژاک دمی)
- آیدا لوپینو
- استفانی سویفت
- الیزابت بنکس
- الینور گلین
- امی هکرلینگ
- اولگا پرئوبراژنسکایا
- اولگا چخووا
- ایزابل کواکست
- اسفیر شوب
- باربارا استرایسند
- بانی رایت
- برایس دالاس هاوارد
- بونی هانت
- بیانسه
- پالین برونیوس
- پریسا بخت‌آور (همسر اصغر فرهادی)
- پنی مارشال
- پوران درخشنده
- تهمینه میلانی
- جنیفر آنیستون
- جنیفر جیسن لی
- جوآن چن
- جوانا آنجل
- جودی فاستر
- جوزف باربرا
- جون ویندهم دیویز
- جیلیان آرمسترانگ
- جین کمپیون
- جین مورفین
- چریل هاینس
- حنا مخملباف (دختر محسن مخملباف)
- حیفا المنصور
- دایان کیتن
- درو بریمور
- دمی مور
- دوروتی آرزنر
- راشل وارد
- رخشان بنی‌اعتماد
- رزی ملک یونان
- رنی اوکانر
- زت مولاس
- ژن مورو
- ژرمن دولاک
- ژولی دلپی
- ژولین دوویویه
- سارا پلی
- سالی فیلد
- سافی فیه
- سپیده فارسی
- سلما هایک
- سمیرا مخملباف (دختر محسن مخملباف)
- سوزان دوویاد (همسر لستر جیمریس)
- سوزان سایدلمن
- سوفی مارسو
- سوفیا کوپولا (دختر فرانسیس فورد کاپولا)
- سومیترا پریس
- سیدنی درو
- سیندی شرمن
- شاندا رایمز
- شرلی کلارک
- فرانسیس ماریون
- فرح خان
- فروغ فرخزاد
- کاتیا فون گارنیه
- کاترین بیگلو
- کتایون حسین‌زاده
- کتی بیتس
- کیمبرلی ویلیامز-پیزلی
- گراناز موسوی
- گریس کونارد
- گلدی هاون
- گلن کلوز
- لورا درن
- لورا مالوی
- لی گرانت
- لیلین گیش
- لینا مقبول
- لینو بروکا
- لیو اولمان
- لاریسیا شپیتکو
- لنی ریفنشتال
- لوته راینیگر[۱]
- لوئیس وبر
- لینا ورتمولر
- لیلیانا کاوانی
- مارتا مشاورس (همسر میکلوش یانچو)
- مارگارته فون تروتا
- مارگریت دوراس
- ماری اپشتاین (همسر ژان اپشتاین)
- ماری لوئیز ایریبه
- مای زترلینگ
- مدونا
- مرضیه مشکینی (همسر محسن مخملباف)
- مری هارون
- ملانی لوران
- منیژه حکمت (دختر پگاه آهنگرانی)
- موزیدورا
- میبل نورماند
- میمی لیدر
- نورا افرون
- نیکی کریمی
- نینا هارتلی
- مروا نبیلی[۲]
- موریل باکس
- نادین ترنتینیان
- نانا مشلیتزه
- نلی کاپلان
- والاس راید[۳]
- ورا فارمیگا
- ویرژینی دپانت
- هلکه زاندر
- هلن هانت
- هنگامه مفید (از اعضای خانواده مفید)
- یاسمیلا ژبانیچ
- یوکو اونو
- یولیا سولنتسه وا (همسر الکساندر داوژنکو)